# Pavlovův pavilon
Pavlovův pavilon (též Pavlovův ústav) je bývalá školní budova Lékařské fakulty Univerzity Karlovy v Plzni. Po dostavbě nového univerzitního kampusu u Fakultní nemocnice Plzeň byl objekt Univerzitou Karlovou nabídnut k prodeji. pro Vyšší hospodářskou školu. Leží na Lidické třídě v plzeňské městské části Severní Předměstí. Budova byla 3. ledna 1994 prohlášena kulturní památkou, jako první ze staveb architekta Hanuše Zápala.

## Historie
V jihozápadních Čechách neexistovala na počátku 20. století žádná střední škola s hospodářským zaměřením. Všechny nově vystavované školy se orientovaly na průmyslové obory. Dne 14. října 1918 bylo Zemskou správní komisí Českého království schváleno otevření zemědělského studijního oboru v Plzni, pro nějž byl již předtím zakoupen statek Lüftnerka.
Pro plánovanou novou budovu Vyšší hospodářské školy bylo vybráno příhodné místo na půli cesty od školního statku Lüftnerka a boleveckých rybníků, které byly školou taktéž využívány. Vybrána byla parcela sevřená ulicemi Plaská a Karlovarská. Novostavbou byl pověřen významný plzeňský architekt Hanuš Zápal, pro kterého se tato stavba stala jednou z nejvýznamnějších v celé jeho kariéře. Projekt byl zpracován roku 1920, avšak se stavbou se začalo až v květnu 1923. 6. října 1924 v ní bylo zahájeno vyučování.

## Stavba
Zápal budovu školy odsunul od uličního provozu dvou rušných plzeňských tříd a obklopil ji novým parkem, ve kterém využil přítomnosti již vzrostlých stromů, a doplnil ho o okrasný bazén a alpin. Svou atraktivností se park stal reprezentantem města Plzně v mnohých dobových publikacích.
V nároží parcely vznikla mohutná školní budova na půdorysu L s valbovou střechou, která na svých průčelích kombinuje prvky přírodních a umělých kamenů, omítek a režných cihel. Od nárožní budovy, do níž vede z nádvoří dvouramenné schodiště, jež je dominantou celého objektu, vybočují dvě křídla, táhnoucí se rovnoběžně s ulicemi. Křídlo směřující ke Karlovarské třídě obývaly učebny chemie a rostlinné a živočišné výroby s laboratořemi. V druhém křídle při Plaské ulici se nacházely reprezentativní prostory školy v čele s ředitelnou a profesorskou sborovnou, na nějž byl napojen dvojpodlažní obytný dům se čtyřpokojovým bytem ředitele a dvěma byty pro školní personál.
Zcela zřejmá je Zápalova inspirace modernistickými stavbami Jana Kotěry. Budova Vyšší hospodářské školy v Plzni je doplněna kubizujícími detaily, novoklasicistními prvky (trojúhelníkové štíty) a prvky geometrické moderny (cihlové zdivo). V interiéru zejména reprezentativních prostor byly použity atypické prvky a kusy nábytku. Do profesorské sborovny byl ku příkladu instalován trámový strop či v hlavní aule byla promítací plocha doplněna o kubistické pilastry a figurální plastiky Otokara Waltera, zobrazující klečící ženy s kohoutem, beranem a žňovým snopem. Do prostor reprezentativního schodiště byl vedle soch Otakara Ševce umístěn tryptich z dílny Augustina Němejce s názvem Ze života lidu na Plzeňsku z roku 1927.